# Guerrobius humberti
Guerrobius humberti är en mångfotingart som först beskrevs av Pocock 1895.  Guerrobius humberti ingår i släktet Guerrobius och familjen stenkrypare. Inga underarter finns listade i Catalogue of Life.